# Cryptaspasma perseana
Cryptospasma perseana is een nachtvlinder uit de familie van de bladrollers (Tortricidae).
De voorvleugellengte van het insect is 9,8 tot 12,1 millimeter, de vrouwtjes zijn iets groter dan de mannetjes. 
De soort is waargenomen in Mexico en Guatemala. De rupsen voeden zich met de pitten van de avocado (Persea americana) en vormen daarom een potentiële plaag voor de teelt van die vrucht. 
Onder laboratoriumcondities is de levenscyclus beschreven. De eitjes worden in groepjes afgezet van gemiddeld 21. Na ongeveer 11 dagen komen de eitjes uit, waarna de rupsen zich in 3 weken ontwikkelen. Vervolgens is de rups 2 tot 4 dagen in het preverpoppingsstadium, het popstadium duurt ten slotte 8 tot 12 dagen. De imago leeft vervolgens tot een week.